# Scott Twine
Scott Edward Twine, né le 14 juillet 1999 à Swindon, est un footballeur anglais qui évolue au poste de milieu de terrain à Bristol City.

## Biographie
En mars 2017, Twine signe son premier contrat professionnel avec le Swindon Town. Le 30 avril 2017, il fait ses débuts pour le club lors d'un match contre Charlton Athletic.
Il est ensuite prêté à clubs en inférieures divisions, comme Chippenham Town, Waterford (en Irlande), Chippenham Town de nouveau et Newport County.
Le 8 juin 2021, il rejoint Milton Keynes Dons.
Le 26 juin 2022, il rejoint Burnley.
Le 15 janvier 2024, il est prêté à Bristol City.

## Palmarès

### En club
- Burnley
  - Champion de la deuxième division anglaise en 2023.

### Distinction personnelle
- Membre de l'équipe type du Championnat d'Angleterre de troisième division en 2021-2022